# 버트 후튼
버트 칼튼 후튼(Burt Carlton Hooton, 1950년 2월 7일 ~ )은 전직 메이저 리그 투수이다. 거의 웃지않아서 토미 라소다 감독으로부터 '해피(happy)'라는 별명을 얻었다. 그는 메이저리거 생활 15년 동안, 통산 151승을 차지했다.
2008년 기준으로, 마이너리그 팀인 라운드락 익스프레스에서 투수코치를 맡고 있다.

## 메이저 리그 경력

### 시카고 컵스
대학 졸업 후 1971년, 시카고 컵스에 입단했다. 그 해 6월 17일 메이저 리그 데뷔전을 가졌으며 시즌이 끝나기 전까지 3게임에 출장하여 15개의 삼진을 잡았다. 그러다가 1975년 5월에 로스앤젤레스 다저스로 트레이드 되었다.

### 로스앤젤레스 다저스
트레이드 되고 첫해에 18승 7패에 방어율 2.82의 성적을 거두었으며, 다음해인 1976년에는 잠시 슬럼프에 빠지기도 했으나 1977년에는 그의 주무기인 너클 커브볼을 개발, 153개의 삼진을 잡아냈다. 1978년에는 방어율 2.71에 19승을 차지하여 싸이영상의 후보로 오르기도 했다.
1979년과 1980년에는 부진했으나, 1981년에는 방어율 2.28을 기록하였고, 올스타전에도 출전하였다. 플레이오프에서는 휴스턴 애스트로스를 상대로 7이닝동안 솔로 홈런 하나를 포함한 3개의 안타만을 허용하였다. 내셔널 리그 챔피언전 1차전에서는 몬트리올 엑스포스를 상대로 8이닝동안 6개의 안타를 허용하며 2대 0의 점수차를 유지했으며 4차전에서는 8이닝이 끝나기 전까지 5안타 1실점을 허용하여 3대 1의 점수차를 유지했다. 월드 시리즈에서는 양키스를 상대로 2승에 방어율 0.00을 기록하여 내셔널리그 MVP에 이름을 올렸다.
이 후 후튼은 3년 동안 16승 21패를 기록했다. 1984년에는 불펜에 주로 있었다.

### 텍사스 레인저스
1985년에는 텍사스 레인저스로 이적했으며, 5승 8패를 기록하고 방출되었다.

## 은퇴 후
은퇴 후 후튼은 2000년부터 2004년까지 휴스턴 애스트로스의 투수코치로 있었으며 현재는 마이너리그 팀인 라운드 락 익스프레스의 투수코치로 재직중이다.

## 투구
후튼의 주무기인 너클 커브는 메이저 리그를 통틀어 몇 명만이 보유한 기술이다.

## 박찬호와의 인연
박찬호가 1994년 메이저 리그 진출 후 17일 만에 더블 A 샌안토니오 미션스로 내려왔을 때 후튼은 미션스팀의 투수코치로 있었다. 박찬호에게 타자들을 상대하는 법을 지도하며 많은 조언을 아끼지 않았고, 박찬호가 1995년에 트리플A로 승격되었을 때도 같이 승격이 되어 지도를 하였다. 박찬호는 후튼에 대해 "가장 어려웠던 미국 야구 생활 초창기에 많은 도움을 준 고마운 분"으로 회고한다.